# Mut-Ashkur
Mut-Ashkur est un roi d'Assyrie de 1730 à 1720 av. J.-C. Il est le fils est successeur d'Ishme-Dagan Ier. Son père a arrangé son mariage avec la fille du roi hourrite Zaziya.